# ATX

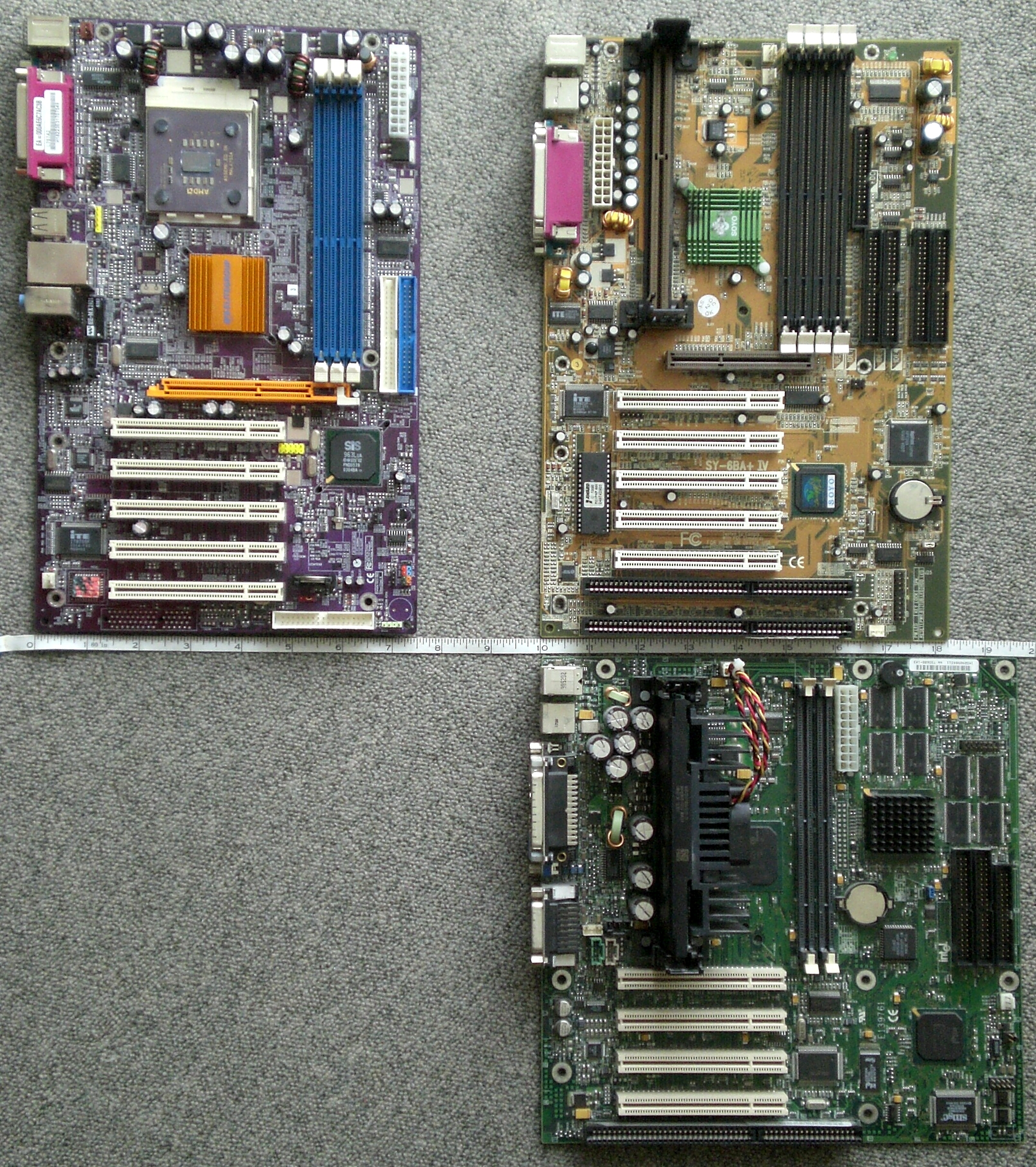
Placa Base ATX (arriba) y Micro-ATX (abajo).

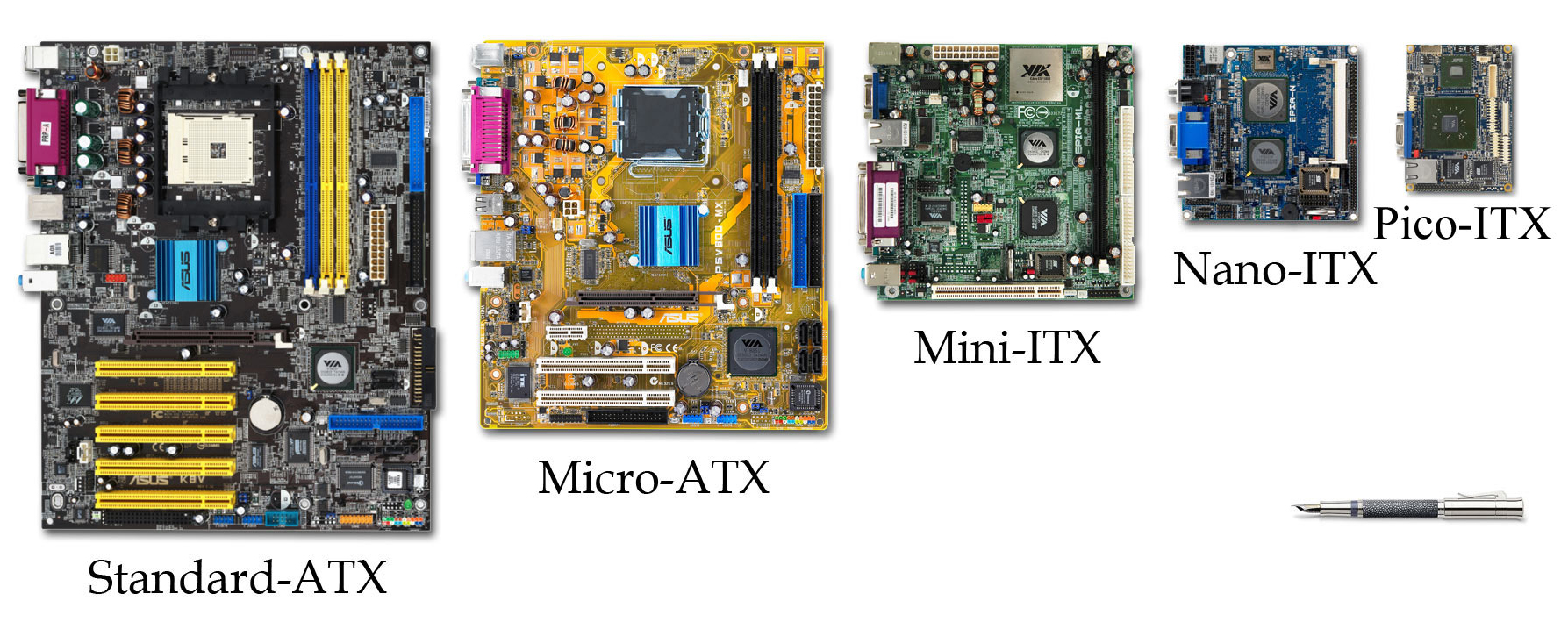
Comparación de algunos formatos de placa base.

ATX (Advanced Technology eXtended) es una especificación desarrollada por Intel en 1995, superando el anterior estándar AT, introducido en la IBM PC/AT y replicado en las PC compatibles. Comprende un rediseño en la placa base, fuente de alimentación y gabinete. 
El estándar ATX se desarrolló como una evolución de la forma de Baby-AT, para mejorar la funcionalidad de los actuales dispositivos de entrada/salida  y reducir el costo total del sistema. 
Una placa de modelo ATX tiene un tamaño de 305 mm × 244 mm (12" x 9,6"), lo cual permite que en algunas cajas ATX encajen también placas microATX, que miden 244 mm × 244 mm (9,6" × 9,6").
Otra de las características de las placas ATX es el tipo de conector a la fuente de alimentación, el cual es de 24 (20+4) contactos que permiten una única forma de conexión y evitan errores como con las fuentes AT y otro conector adicional llamado P4, de 4 contactos.
También poseen un sistema de desconexión por software, lo que permite el apagado del sistema sin intervención física.

## Formato

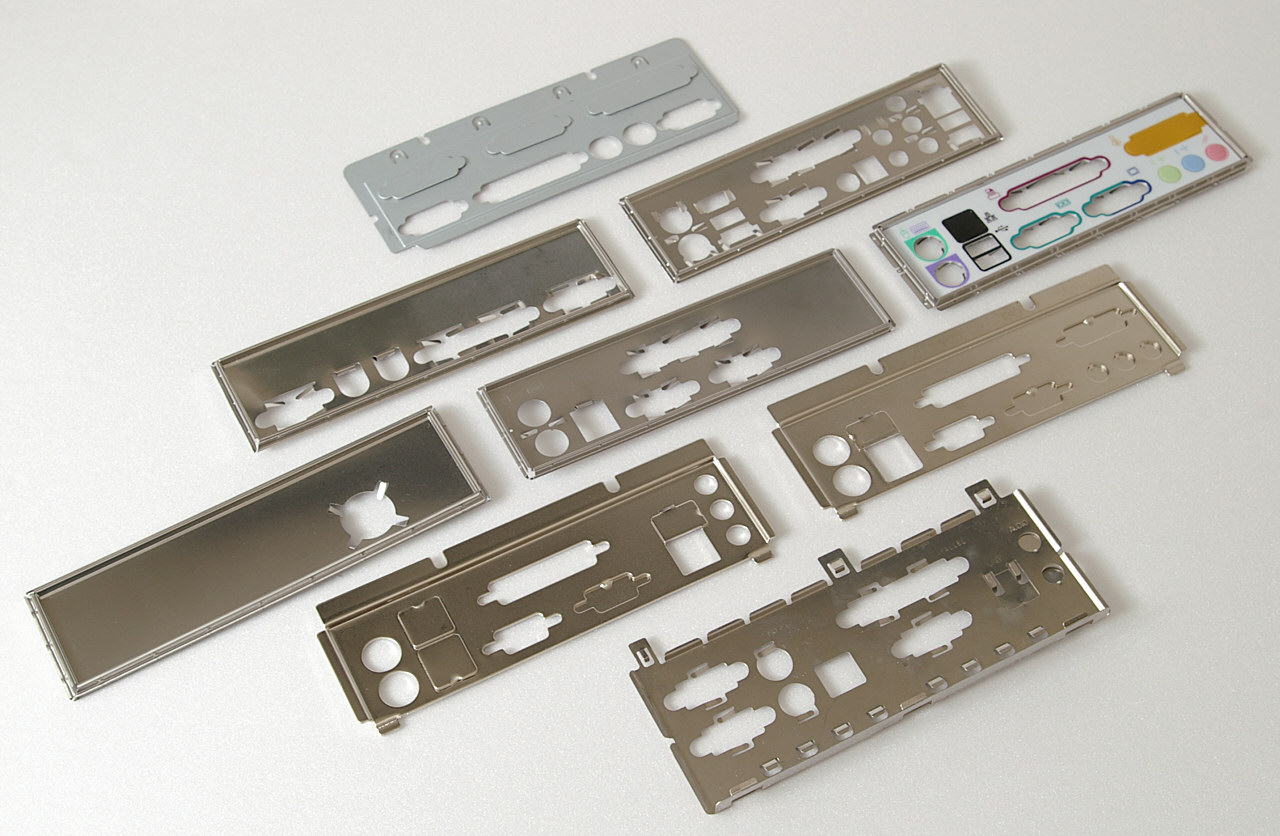
Diversas placas I/O ATX para conectores de tarjeta madre.

Con el estreno de la tecnología ATX, se hicieron algunos cambios importantes en la parte trasera de la torre. Las torres de tipo AT tenían solamente un conector para teclado y rendijas de expansión para tarjetas. Cualquier otra interfaz incorporada en la placa base (como los puertos serial, paralelo, vídeo integrado, USB, etc.) tenían que conectarse a través de correas flotantes que se ubicaban en huecos de la torre o en paneles metálicos provistos por la torre o en soportes metálicos ubicados en las rendijas no utilizadas. El estándar ATX permitió que cada fabricante de tarjetas madre ubicara estos puertos en un panel rectangular en la parte trasera del sistema con una configuración más o menos estandarizada, a través de un número general de patrones dependiendo de qué puertos de la tarjeta madre ofrece internamente. Este panel puede retirarse, y en su lugar se instala —por lo general— un panel insertable, también conocido como placa I/O o panel I/O (también llamado "backplate"), con un arreglo optimizado para cada tarjeta madre, y que puede intercambiarse cuando se hace un cambio de placa base. Por compatibilidad, los paneles y la torre en general del estándar ATX se diseñó de tal forma que permite instalar una tarjeta madre AT en una torre ATX.
ATX también adoptó el estándar PS/2 tanto para los conectores de teclado como los de ratón, de tal manera que pueden conectarse de forma indiferente. Los sistemas AT utilizaban un sistema de conector DIN de 5 pines para el teclado, y se empleaba un conector serial para el ratón (aunque ya se hallaban algunos conectores PS/2 para tal fin en algunos equipos). Muchas tarjetas madre actuales están despreciando el uso de conectores PS/2 para teclado y ratón en favor del  conector USB. Otros conectores heredados de tecnologías antiguas, como los conectores de puerto paralelo de 25 pines y los puertos serie (por lo general DB-9 de 9 pines) también están quedando atrás en favor de puertos más modernos, como FireWire, eSATA, DVI/HDMI/DisplayPort, audio SPDF, Thunderbolt, terminales de red inalámbrica y puertos USB adicionales, entre OTROS.

## Tipos y dimensiones ATX
- eATX: 30,5 cm × 33 cm (existen medidas con menor altura)
- sATX: 30,5 cm x 24,4 cm.
- mATX;ATX-28: 28,4 cm x 20,8 cm.
- Micro ATX-24 (μATX): 24,4 cm x 24,4 cm.
- Mini ITX (mITX): 22,9 cm x 19,1 cm.

## Ventajas de ATX
- Integración de los puertos E/S en la propia placa base.
- Tiene mejor refrigeración, dado que el procesador está en paralelo con las ranuras (slots) de memoria, cerca de la toma de aire de la fuente de alimentación, a diferencia de los slots AGP, PCI y PCI-e.
- Reduce costes de fabricación y mantenimiento.
- Por su tamaño más grande dispersan más calor.
- Su precio de producción es más barato.
- Contiene una mayor cantidad de puertos.

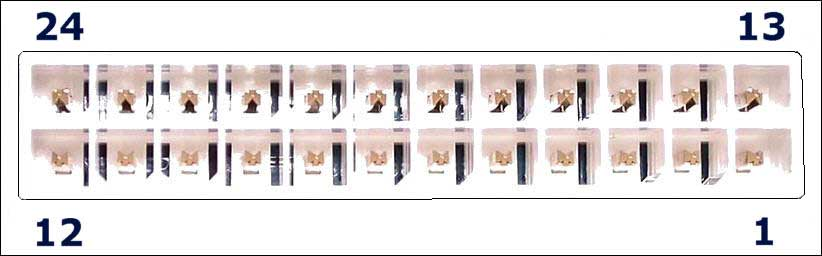
Molex de 24 pines (20+4) (placa base).

Molex de 24 pines (20+4) (fuente alimentación).

## Fuente de Alimentación
| Tensión  | Pin | Color | Color | Pin | Tensión        |
| -------- | --- | ----- | ----- | --- | -------------- |
| +3.3 V   | 1   |       |       | 13  | +3.3 V         |
| +3.3 V   | 2   |       |       | 14  | -12 V          |
| Tierra   | 3   |       |       | 15  | Tierra         |
| +5 V     | 4   |       |       | 16  | PS_ON          |
| Tierra   | 5   |       |       | 17  | Tierra         |
| +5 V     | 6   |       |       | 18  | Tierra         |
| Tierra   | 7   |       |       | 19  | Tierra         |
| Power OK | 8   |       |       | 20  | -5 V(opcional) |
| +5 VSB   | 9   |       |       | 21  | +5 V           |
| +12 V    | 10  |       |       | 22  | +5 V           |
| +12 V    | 11  |       |       | 23  | +5 V           |
| +3.3 V   | 12  |       |       | 24  | Tierra         |

Si se conecta directamente al formato de la antigua AT, el interruptor de entrada de la fuente de alimentación está conectado a la placa base ATX. Esto hace que sea posible apagar el equipo mediante el software. Sin embargo, la placa base sigue siendo alimentada por una tensión de espera, que puede ser transmitida a las tarjetas de expansión. Esto permite funciones tales como Wake on LAN o Wake on Modem "encendido-apagado", donde el propio ordenador vuelve a encenderse cuando se utiliza la LAN con un paquete de reactivación o el módem recibe una llamada. La desventaja es el consumo de energía en modo de espera y el riesgo de daños causados por picos de voltaje de la red eléctrica, incluso si el equipo no está funcionando.
Para iniciar una fuente de alimentación ATX, es necesario cortocircuitar el PS-ON (PowerSupplyOn) con tierra (COM). Sin embargo, la fuente de alimentación nunca tiene una carga fija para poder ser activada, ya que puede ser dañada. Debido a la evolución de los potentes procesadores y tarjetas gráficas ha sido necesario añadir al molex de 20 pines cuatro pines más, es decir, el conector utilizado actualmente en la placa base ATX es de 24 pines, que disponen de un conducto de +12 V, +5 V, 3,3 V y tierra. 
Las fuentes, para cumplir la norma, también tienen que respetar los límites de ruido y oscilación en sus salidas de voltaje, estos límites son 120 mV para 12+, 50 mV para 5 V+ y 3,3 V+. Estos valores son pico a pico.

## Estándares derivados de fuentes de alimentación ATX
- SFX
- TFX
- WTX
- AMD GES
- EPS12V
- FFX
- EATX
- JSTN